# Toy Dolls
The Toy Dolls mais conhecida como Toy Dolls é uma banda de punk rock, que se formou em Outubro de 1979, na cidade de Sunderland, norte da Inglaterra, tendo na primeira formação Pete Zulu (Peter Robson) na voz, Olga (Michael Algar) na guitarra, Flip (Philip Dugdale) no baixo e Mr. Scott (Colin Scott) na bateria. A banda desenvolveu sua identidade própria e única, à parte das raivosas letras de punk que permeavam o estilo no final dos anos 70, trabalhando sua estética com letras divertidas e que tratam de temas triviais da vida, como namoros/casamento, fofocas e piadas com atores e personalidades famosas, como vê-se nas canções "Yul Brynner was a skinhead", "My Girlfriend's Dad is a Vicar", e "James Bond lives down our Streets". Outra característica das letras da banda é o uso de aliteração, como nas canções "Peter Practice's Practice Place", "Fisticuffs in Frederick Street", "Neville is a Nerd", "Quick to Quit the Quentin". Seu maior e mais conhecido hit é a canção "Nellie the Elephant".
Seus álbuns normalmente incluem uma versão cover de algum hit conhecido da Música em versão acelerada punk,  como "Blue Suede Shoes" (Carl Perkins/Elvis Presley), "Tocata & Fuga em Ré Menor" (Johann Sebastian Bach), "No Particular Place to Go" (Chuck Berry), "Livin' la Vida Loca" (Ricky Martin) e "The Final Countdown" (Europe). Os Toy Dolls também fazem algumas paródias de canções populares, como "The Kids in Tyne and Wear (Kids in America - Kim Wilde)" e "The Devil went down to Scunthorpe (The Devil went down to Georgia - Charlie Daniels)". Alguns álbuns começam com uma pequena introdução seguida de um riff de guitarra marcante e terminam com uma conclusão igual, porém em versão mais longa. O uso de kazoo é recorrente em várias canções.

## História
A primeira apresentação ao vivo dos Toy Dolls foi no Millview Social Club, na cidade inglesa de Sunderland, em 20 de Outubro de 1979. Após tocarem em vários shows, Pete Zulu saiu da banda para formar a sua própria, Zulu & The Heartaches.
Daí recrutaram rapidamente um tal de "Hud" para a voz, que nunca tinha cantado antes. Hud saiu da banda depois de um único show no Thornaby Club, a 25 de Novembro de 1979. Como tinham um show marcado para os próximos dias, em Sunderland mesmo, no Wine Loft, Olga assumiu de vez os vocais e o quarteto virou trio.
Apostando na estabilidade da banda, um empresário local decidiu patrocinar o primeiro single, "Tommy Kowey's Car", com a que viria a se tornar um clássico "She Goes To Finos" no lado B. Este compacto vendeu as 500 cópias iniciais rapidamente, mas a banda nunca teve dinheiro para fazer mais cópias.
O posto de baterista sempre foi crítico nos Toy Dolls, com várias mudanças e problemas com os que ocuparam esta função na banda. Mesmo assim, no começo de 1980, os Toy Dolls já acumulavam uma legião de fãs e seguidores na sua região e a imprensa inglesa começava a falar bem dos shows da banda, com boas críticas, feitas por jornalistas musicais de peso, como Garry Bushell, na época escrevendo para o jornal Sounds.
Os média locais, de Sunderland, também adoravam os Toy Dolls. Mas mesmo com todo este apoio, a banda via-se estagnada, sendo obrigada a ficar a tocando na sua região e sem nenhum contrato com uma editora.
Se algo não acontecesse seria mesmo o fim dos Toy Dolls. Mas Olga e os seus companheiros não se renderam e com muito esforço e determinação gravaram o seu primeiro EP, com recursos próprios. Este disco é histórico, chama-se Toy Dolls EP e foi lançado em 1981, contendo as músicas "She's a Worky Ticket", "Everybody Jitterburg", "Teenage in Love", "I've Got Asthma" e "Tommy Kowey's Car".
Logo a banda ganhou status de revelação da cena punk rock inglesa e não demorou para que assinassem um desastroso contrato com a EMI Records. Pela EMI eles lançaram apenas o single "Everybody Jitterbug". Acabaram logo o contrato com a EMI e assinaram com a Volume Records, por onde lançaram o clássico single "Nellie The Elephant" (versão 1982) e o primeiro LP da banda, chamado Dig That Groove Baby, de 1983.
A primeira grande chance de uma tour inglesa aconteceu graças aos amigos da banda Angelic Upstarts, que chamaram os Toy Dolls para abrirem os shows de sua tour inglesa em 1982.
Logo, no ano seguinte, os Toy Dolls fariam a sua primeira turnê nacional pela Inglaterra, como banda principal.
Em 1984, eles regravaram e lançaram uma nova versão para o single "Nellie The Elephant". Este single vendeu a impressionante marca de 535 mil cópias no Reino Unido, colocando a banda na posição número 4 da tabela pop inglesa.
Sem dúvida o grande destaque da banda em todos os tempos é o vocalista e guitarrista Olga, que conseguiu acabar de vez com o conceito de que "punk não sabe tocar mais que três acordes". Ele é considerado um dos maiores guitarristas de todos os tempos e introduziu características novas e próprias ao punk rock e ao rock mundial. Contar com discos dos Toy Dolls nas discotecas básicas é uma obrigação para os verdadeiros amantes do bom e velho rock 'n' roll, pois a banda representa o que há de melhor no punk rock inglês.

## Discografia

### Álbuns de estúdio
- 1983 - Dig That Groove Baby
- 1985 - A Far Out Disc
- 1986 - Idle Gossip
- 1987 - Bare Faced Cheek
- 1989 - Wakey Wakey
- 1991 - Fat Bob's Feet
- 1993 - Absurd-Ditties
- 1995 - Orcastrated
- 1997 - One More Megabyte
- 2000 - Anniversary Anthems
- 2004 - Our Last Album?
- 2012 - The Album After The Last One
- 2019 - Episode XIII

### Ao vivo
- 1990 - 22 Tunes from Tokyo
- 1999 - On Stage in Stuttgart
- 2014 - Absolutely Live (Remastered)

### Compilações
- 1989 - Ten Years of Toys
- 1992 - Singles 83/84
- 1995 - Collection
- 1995 - Receiver Years
- 1997 - The History 1979-1996
- 1998 - History, Vol. 2
- 1999 - The Wonderful World of the Toy Dolls
- 2001 - The Best of the Toy Dolls
- 2002 - Anthology
- 2002 - Covered in Toy Dolls
- 2005 - Cheerio and Toodletip!: Complete Singles